# Whitburn (Anglia)
Whitburn – wieś w Anglii, w hrabstwie ceremonialnym Tyne and Wear, w dystrykcie metropolitalnym South Tyneside. Leży 16 km na wschód od centrum Newcastle i 391 km na północ od Londynu. W 2001 miejscowość liczyła 5235 mieszkańców.